# Feline
Feline is een meisjesnaam. In Nederland is de naam vóór de jaren 80 nauwelijks gebruikt, maar vooral na de eeuwwisseling nam de populariteit toe. Voor België geven de cijfers vanaf 1995 eenzelfde tendens weer.
De naam is waarschijnlijk een vrouwelijke variant op de Romeinse voornaam Felix en zou dan ook dezelfde betekenissen hebben: gelukkig, geluk brengend, vruchtbaar. Ook kan het afkomstig zijn van het Latijnse woord felinus (katachtig).
Afgeleide namen van Feline zijn onder andere Felien, Félien, Féline, Feleena, Felina, Fèline en Felinè.

## Engels woord
In het Engels betekent 'feline' (als bijvoeglijk naamwoord): 'katten-'. In die betekenis wordt het bijvoeglijk naamwoord 'felien' ook in het Nederlands wel als leenwoord gebruikt, bijvoorbeeld bij de kattenziekten felien immunodeficiëntievirus (FIV) en feliene infectieuze peritonitis (FIP).

## Trivia
- De naamdag van Feline is op 14 januari, de dag van Felix van Nola.
- In de Disney-film Bambi is Feline het vriendinnetje van Bambi.